# Campo de' Fiori

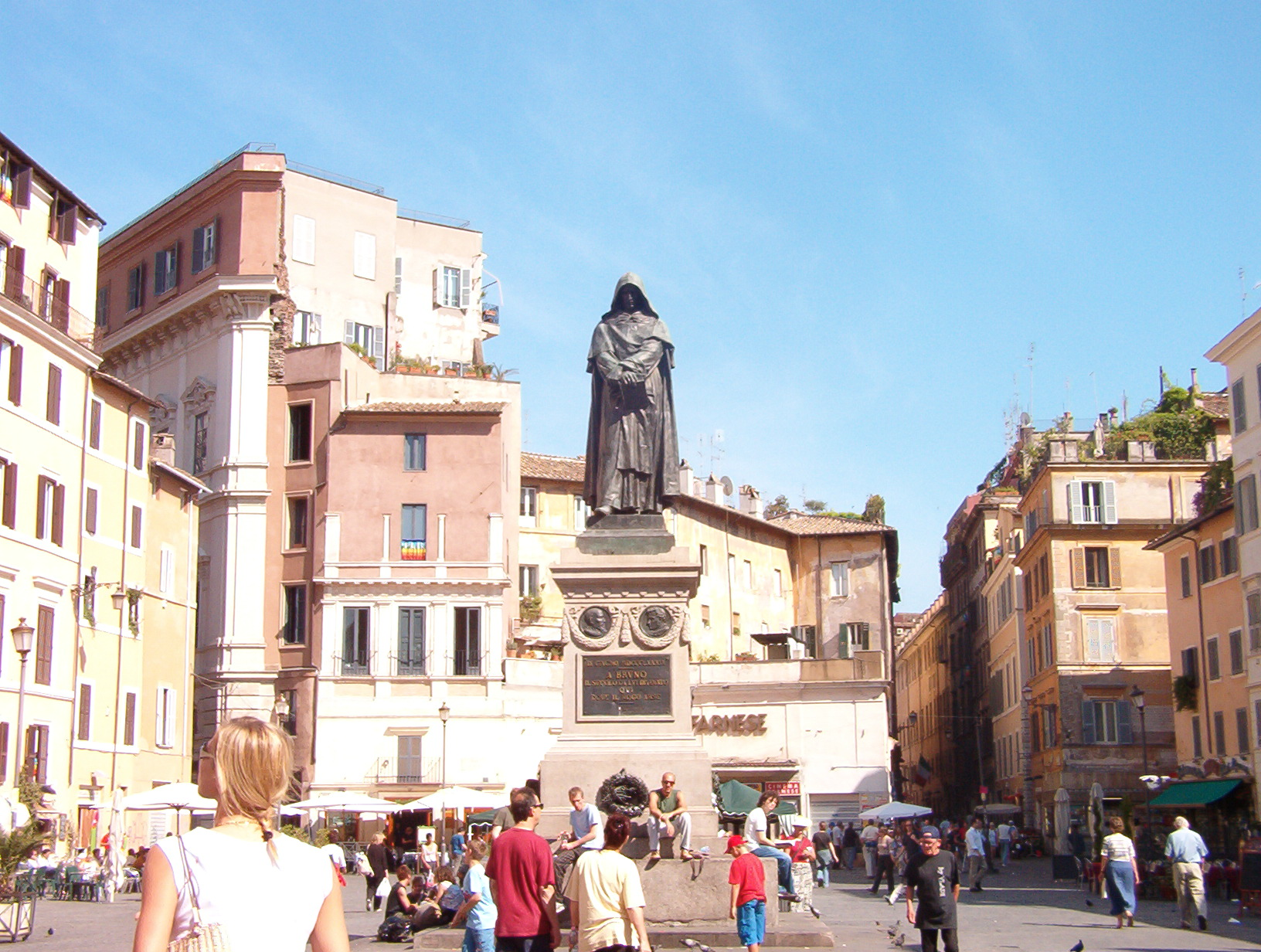
Monumento erguido em 1889 por círculos maçônicos italianos, no local onde Giordano Bruno foi executado. Campo de Fiori, Roma, Itália.

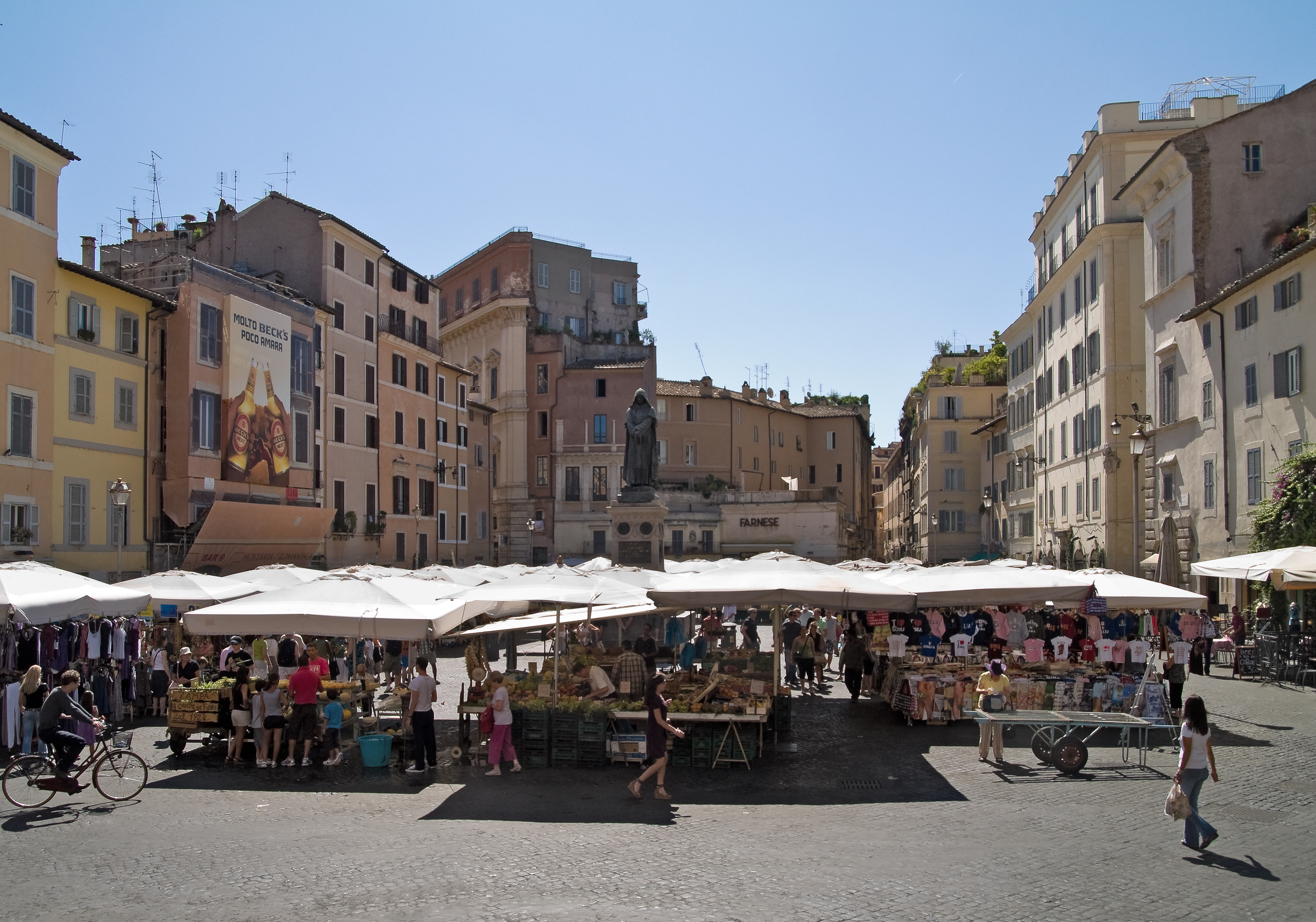
O mercado diário com a estátua de Giordano Bruno ao fundo.

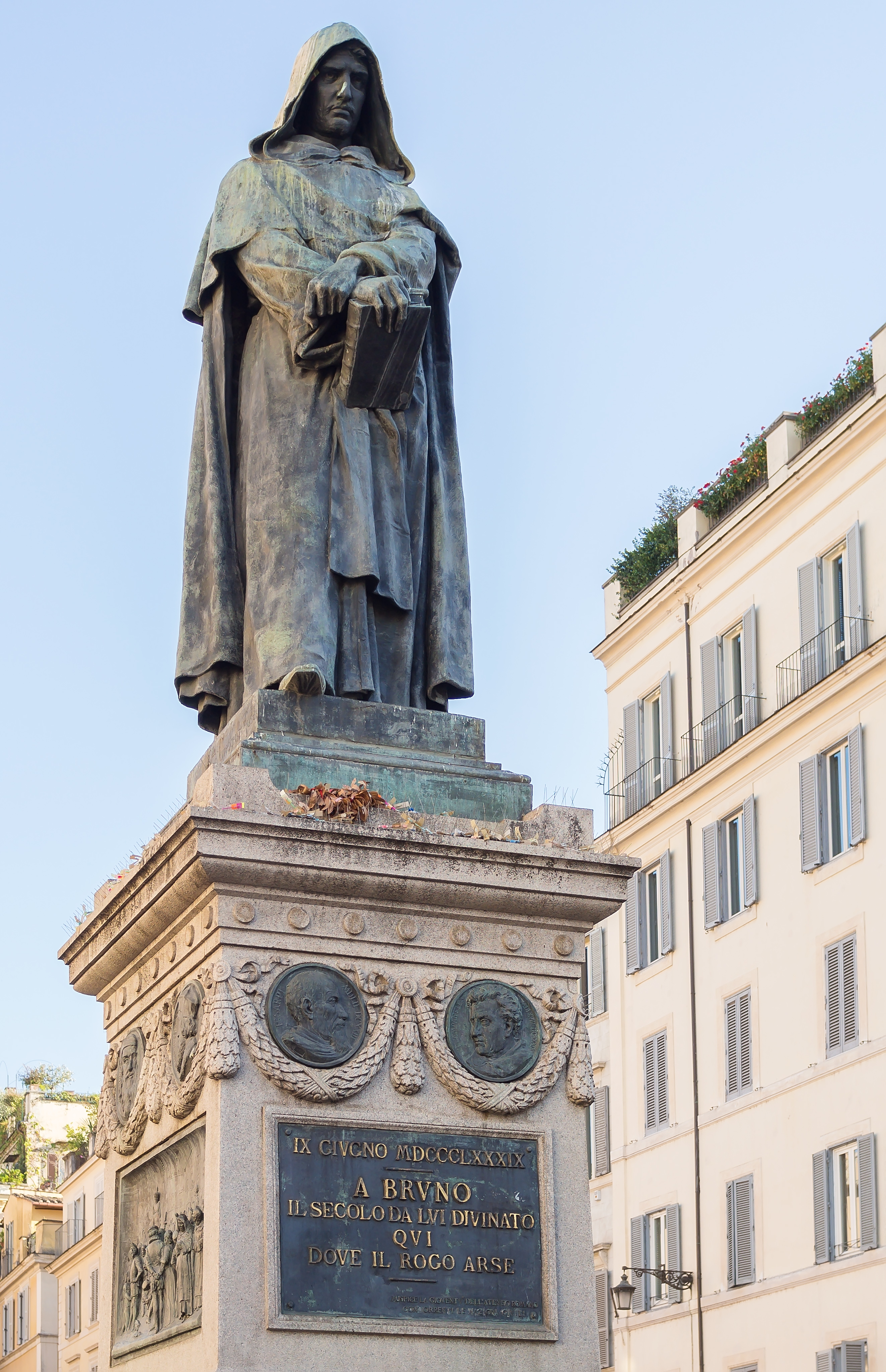
Um close-up da estátua de Giordano Bruno.

O Campo de' Fiori (tradução: Campo das Flores, ou, livremente, Mercado das Flores) é uma praça retangular a sul da Piazza Navona em Roma, Itália, na fronteira entre o rione Parione e o rione Regola. É diagonalmente a sudeste do Palazzo della Cancelleria e um quarteirão a nordeste do Palazzo Farnese. Campo de 'Fiori, traduzido literalmente do italiano, significa "campo de flores". O nome data da Idade Média, quando a área era um prado.

## História
Na Roma Antiga, a área era um espaço não utilizado entre o Teatro de Pompeu e o Tibre, sujeito a inundações. Embora os Orsini tenham se estabelecido no flanco sul do espaço no século XIII, até ao século XV, a praça permaneceu pouco desenvolvida. A primeira igreja nas imediações foi construída durante o pontificado de Bonifácio IX (1389-1404), Santa Brigida a Campo de 'Fiori; com a edificação do rione, a igreja passou a enfrentar aquela parte da antiga praça que hoje é a Piazza Farnese. Em 1456, sob o Papa Calisto III, Ludovico Cardeal Trevisani pavimentou a área como parte de um grande projeto para melhorar rione Parione. Esta renovação foi o resultado e a causa da construção de vários edifícios importantes nas redondezas; em particular, o palácio Orsini no Campo de 'Fiori foi reconstruído. O Renaissance Palazzo della Cancelleria pode ser visto na gravura de Vasi, erguendo-se majestosamente além do canto direito da praça.
Campo de 'Fiori nunca foi formalizado arquitetonicamente. A praça sempre foi um foco de cultura comercial e de rua: as ruas ao redor têm nomes de negócios - Via dei Balestrari ( fabricantes de besta ), Via dei Baullari (fabricantes de cofres), Via dei Cappellari (fabricantes de chapéus), Via dei Chiavari (fabricantes de chaves) e Via dei Giubbonari (alfaiates). Com as novas ruas de acesso instaladas por Sixtus IV - Via Florea e Via Pellegrino - a praça passou a fazer parte da Via papale ("estrada do Papa"), rua que liga a Basílica de São João de Latrão ao Vaticano e percorrido pelo Papa após sua eleição durante a chamada "Cavalcata del possesso", quando chegou a Latrão vindo do Vaticano para tomar posse da cidade. Este desenvolvimento urbano trouxe riqueza para a área: um florescente mercado de cavalos acontecia duas vezes por semana (segunda e sábado) e muitas pousadas, hotéis e lojas passaram a ser situados no Campo de 'Fiori. A mais famosa delas, a Taverna della Vacca ("hospedaria das vacas") ainda se ergue no canto sudoeste da praça, no início da Via de 'Cappellari. Pertenceu a Vannozza dei Cattanei, o amante mais famoso de Alexandre VI Borgia, cujo selo da família ainda está exposto na fachada da casa.
As execuções costumavam ser realizadas publicamente em Campo de 'Fiori. Aqui, em 17 de fevereiro de 1600, o filósofo Giordano Bruno foi queimado vivo por heresia, e todas as suas obras foram colocadas no Índice de Livros Proibidos pelo Santo Ofício. Em 1889, Ettore Ferrari dedicou-lhe um monumento no local exato de sua morte: ele fica de frente para o Vaticano em desafio e foi considerado nos primeiros dias da Itália reunificada como um mártir da liberdade de pensamento. A inscrição na base diz: A BRUNO - IL SECOLO DA LUI DIVINATO - QUI POMBA IL ROGO ASS ("Ao Bruno - o século por ele previsto - aqui onde o fogo ardeu"). O corpo do teólogo e cientista Marco Antonio de Dominis também foi queimado nesta praça em 1624.
Além de pessoas, o Santo Ofício queimou o Talmud em Campo de 'Fiori; a queima do livro ocorreu em 9 de setembro de 1553, o primeiro dia do feriado do ano novo judaico, Rosh Hashanah. Uma placa comemorativa deste incidente foi afixada na rua do mercado no Campo de 'Fiori em 2011 (a ideia de memorializar este evento foi inspirada no monumento a Giordano Bruno). A placa cita uma descrição talmúdica do martírio do Rabino Hananiah ben Teradion, que foi queimado vivo envolto em um rolo da Torá; também cita "Sha'ali Serufah ba-Esh", um poema de lamentação de Meir de Rothenburg escrito depois de ver vagões carregados de manuscritos talmúdicos queimados em Paris em 1242.
A demolição de um bloco de moradias em 1858 ampliou o Campo de 'Fiori e, desde 1869, uma feira diária de vegetais e peixes, que antes era realizada na Piazza Navona, é realizada ali. A antiga fonte de gado conhecida como la Terrina (a "tigela de sopa") foi restaurada em 1889 e substituída por uma cópia que agora é usada para manter frescas as flores de corte. Sua inscrição: FA DEL BEN E LASSA DIRE ("Faça o bem e deixe-os falar") se adapta à natureza fofoqueira do mercado. À tarde, os jogos locais de futebol dão lugar a instalações para cafés ao ar livre.
À noite o Campo de 'Fiori é ponto de encontro de turistas e jovens vindos de toda a cidade. Mais recentemente tornou-se um dos locais noturnos mais perigosos da cidade devido a agressões e brigas de turistas bêbados e torcedores de futebol.